# Крейсингер, Ян
Ян Крейсингер — чешский легкоатлет, который специализируется в марафоне. На олимпийских играх 2012 года занял 67-е место, показав время 2:25.03. Чемпион Чехии 2006 года в беге на 10 000 метров, а также чемпион Чехии на дистанции 5000 метров в 2009 и 2012 годах.
В 2009 году выиграл 10-километровый пробег Grand 10 Berlin. Занял 16-е место на Берлинском полумарафоне 2010 года — 1:03.42. В 2012 году занял 13-е место на Пражском марафоне с результатом 2:16.26.